# Villanueva de San Juan
Villanueva de San Juan là một đô thị thuộc tỉnh Sevilla trong cộng đồng tự trị Catalonia, phía bắc Tây Ban Nha. Đô thị này có diện tích là 34 ki-lô-mét vuông, dân số năm 2009 là 1418 người với mật độ người/km². Đô thị này có cự ly km so với Sevilla.